# Camp d'internement de Holzminden

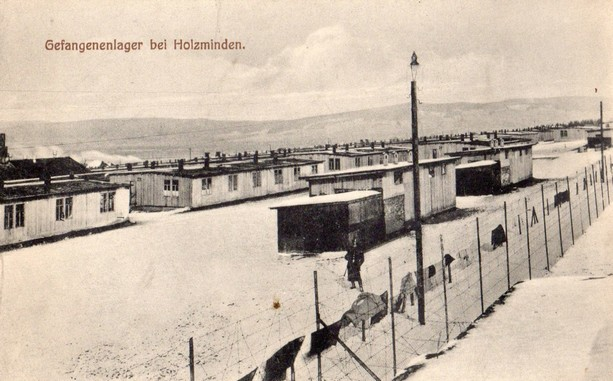
Le camp d'internement de Holzminden, l'hiver 1917

Le camp d'internement de Holzminden était un grand camp de détention (Internierungslager) de la Première Guerre mondiale situé en périphérie de la petite ville de Holzminden, dans le duché de Brunswick en Basse-Saxe, Allemagne, qui a existé de 1914 à 1918. Il avait été conçu pour recevoir jusqu'à 10 000 internés civils des nations alliées. Ce fut le plus grand camp d’internement en Allemagne et 4 240 personnes y étaient détenues en octobre 1918.
Il ne doit pas être confondu avec le camp de prisonniers de guerre de Holzminden, un camp beaucoup plus petit destiné aux officiers britanniques et de l'Empire britannique, qui occupait une ancienne caserne de cavalerie près du centre ville, et qui a existé de septembre 1917 à décembre 1918. 

## Le camp
Le camp comportait environ 120 baraques, et était entouré par une clôture de fils barbelés haute de deux mètres, surmontée de miradors. Il se composait de deux quartiers, l'un pour les hommes, et l'autre pour environ 500 femmes et enfants. Pendant la journée, femmes et enfants étaient autorisés à pénétrer dans le quartier principal.
Les détenus comprenaient surtout des citoyens polonais, russes, belges et français, beaucoup de Français étant originaires d'Alsace-Lorraine ; et plus tard des Serbes et des Roumains. Parmi eux se trouvait l'historien belge Henri Pirenne. Un petit nombre d'internés britanniques y ont aussi été détenus, dont cinq hôtesses du ferry SS Brussels de la compagnie Great Eastern Railway.
Bien que les conditions de vie dans le camp fussent rudes, les détenus pouvaient recevoir du courrier et des colis de nourriture. Ils créèrent leurs propres services publics, comprenant une université, des chapelles, une école pour les enfants, un café, et un studio photographique. Des pièces de théâtre et des concerts y furent donnés.

## La pratique de l'internement
Les nations alliées ont aussi pratiqué pendant la Première Guerre mondiale le regroupement et l'internement des ressortissants des pays ennemis. Une cinquantaine de camps ont ainsi existé en France de 1914 à 1919 ; y furent internés à divers titres et pour des durées variables plus de 40 000 civils originaires d'Allemagne, d'Autriche-Hongrie, ou simplement germanophones, en particulier environ 8 000 Alsaciens-Lorrains. La Grande-Bretagne a également retenu sur son sol plus de 30 000 étrangers pendant la durée du conflit .
La volonté de décourager les actes de résistance dans les régions occupées ou de peser sur les négociations en vue d'échanges de civils a pu expliquer des déportations ciblées, comme celle de centaines de notables du Nord de la France à Holzminden de novembre 1916 à avril 1917.